# Momin sbor
Momin sbor (bułg. Момин сбор) – wieś w Bułgarii, w obwodzie Wielkie Tyrnowo, w gminie Wielkie Tyrnowo. W 2024 roku liczyła 3 mieszkańców.

## Osoby związane z miejscowością

### Urodzeni
- Iwan Boradżiew (1921–2014) – weteran drugiej wojny światowej
- Nikoła Dimitrow (1874–?) – bułgarski żołnierz Nestroewej roty z 9. oddziału Weleszki[2]